# Cinta Raja (Secanggang)
Cinta Raja is een bestuurslaag in het regentschap Langkat van de provincie Noord-Sumatra, Indonesië. Cinta Raja telt 1051 inwoners (volkstelling 2010).